# Rio Pearl
O rio Pearl é um longo rio do sudeste dos Estados Unidos, que percorre os estados de Luisiana e Mississippi e que desagua no lago Borgne, junto do golfo do México. Com um comprimento de 781 km está entre os 40 rios mais longos dos Estados Unidos (e entre os 15 primários) e drena uma bacia de 22 700 km².